# Угольная улица (Сестрорецк)
У́гольная улица — улица в городе Сестрорецке Курортного района Санкт-Петербурга. Проходит от створа Дубовой улицы (у дома 1 по Угольной улице) до озера Сестрорецкий Разлив.
Название Угольная улица появилось в 1870-х годах в границах от поворота у дома 5 до Угольной набережной. Топоним связан с Угольным островком, в которому улица ведёт.
Участок от Угольной набережной до озера Сестрорецкий Разлив с 1870-х годов назывался Прямо́й улицей — по форме проезда.
В 1930-х годах Прямую улицу включили в состав Угольной. Тогда же в ее состав включили безымянный проезд до створа Дубовой улицы).